# Villaverde de Guareña
Villaverde de Guareña è un comune spagnolo di 187 abitanti situato nella comunità autonoma di Castiglia e León.